# Josep Comabella i Rabassa
Josep Comabella i Rabassa (Ponts, Noguera, 1908 - Barcelona, 1981) fou un periodista, escriptor i polític marxista català.

## Biografia

### Inicis
Nascut a la vila de Ponts i després d'haver passat els seus primers anys en aquesta població, es quedà orfe de pare i la seva família es traslladà a Algerri i més endavant a la ciutat de Lleida, on primerament treballà en un magatzem de ferreteria i seguidament aconseguí entrar com a funcionari de la Generalitat, activitat que compaginà amb la de periodista i escriptor.
Als anys trenta estava vinculat al Front Únic d'Esquerres i pertanyia a la Junta Directiva de l'Associació de la Premsa de Lleida. També fou un dels fundadors de Joventut Esquerrana, juntament amb Francesc Aguilar, Salvador Salvadó, Jaume Trepat, Ricard Barquer, Josep Teixidor, Joan Baptista Xuriguera, entre d'altres. Posteriorment, fou militant del BOC i estigué empresonat a conseqüència de la revolució d'octubre. Continuà la seva activitat política al POUM, esdevenint una de les figures més populars del partit a les Terres de Lleida, destacant com a intel·lectual, orador i col·laborador de diverses publicacions marxistes, com en el cas de Front, La Batalla, Avant i Polèmica, per a la qual escriví una sèrie d'articles −que es van concretar en la realització d'un estudi crític− sobre Joan Puig i Ferreter. També fou col·laborador als diaris El País, El Diluvio, on realitzava cròniques cinematogràfiques, i a les revistes L'Espurna i Art, de la qual fou un dels principals promotors. El 1934 fou premiat en un concurs de contes convocat per l'Ateneu Enciclopèdic Popular.
El primer de maig de 1936, a Lleida, fou l'orador principal en un gran míting promogut per la Joventut Comunista Ibèrica. Durant l'estiu d'aquell any, s'han trobat notícies que pertanyia a l'Associació d'Escriptors i Artistes Socials, juntament amb Lamolla, Pau Xuriguera i Leandre Cristòfol. L'any 1937 publicà 2 preguntas: ¿Adónde va Negrín? ¿Adónde va la Revolución?. També va escriure Màxim Miuzov i altres contes.
Durant el període de repressió contra el POUM, Comabella es convertí en objectiu dels estalinistes. Fou perseguit però salvà la vida gràcies a un avís que rebé d'un caporal. Es dirigí cap a Barcelona i posteriorment estigué combatent al front del Segre, prop d'Artesa de Segre.

### L'exili i el retorn a Catalunya
L'any 1938 s'hagué d'exiliar a França, on passà per diversos camps de refugiats, com el d'Argelers. D'allà s'escapà cap a París, on visqué en la clandestinitat amb l'àlies Rabasse fins que el tornaren a enxampar i el portaren novament a Argelers fins que l'alliberaren. Llavors es traslladà cap a Montbard, on trobà feina en una fàbrica de peces per avions. El juny de 1940 se n'anà cap a Dijon, i finalment a Montalbà (Occitània), on la Gestapo alemanya l'anà a cercar dins el pis on estava amb Josep Buiria, Rodés, Pons i Jaume Puig, per tal de processar-los.
Aquesta vegada el nou judici contra el POUM fou endegat al novembre de 1941, a Montalbà, sota el règim de Vichy. Aquell tribunal militar condemnà a diversos dirigents i militants del partit. A ell el castigaren a 5 anys de treballs forçats i 15 anys de prohibició de residència.
Després de passar un temps a la presó de Montalbà el traslladaren al presidi d'Eysses (Vilanuèva d'Òlt) fins que fou lliurat a la SS. El 1944 fou deportat al camp de concentració de Dachau, a Múnic, on tenia la matrícula 73.281. Allí passà tota classe de calamitats, sobretot durant el temps que passà al camp de càstig d'Allach, fins que fou alliberat l'any 1945 per les tropes nord-americanes a la fi de la Segona Guerra Mundial. Malauradament, Comabella es trobava molt malalt i les forces aliades el portaren cap a l'hospital de Mainau, al llac de Constança, on passà un llarg període de convalescència.
L'any 1948 tornà cap a la seva terra, “el retorn a la pàtria cercant l'escalf i l'ajuda familiar, o una tomba on trobar la pau...”, com ell mateix deia. Malgrat tot, aquí hagué de lluitar sota unes condicions inhumanes de pobresa. Les seqüeles de la seva captivitat l'havien minvat físicament d'una manera extrema, però havia d'aconseguir el pa de la seva família i no trobà cap més ocupació que la descàrrega de camions al mercat del Born.
Sobrevisqué al terror del nazisme, però el seu calvari continuà durant més de trenta anys, ja que intentà −sense èxit− aconseguir una pensió o una indemnització que li permetés viure dignament. Lluità sense desmai davant les administracions francesa i alemanya i feu persistents gestions davant l'Amical de Mauthausen. Tot fou en va, ja que el règim franquista no reconegué mai com a súbdits als republicans espanyols i Pétain es negà a considerar-los voluntaris en la defensa de l'Estat francès.
El gener de 1977 fou un dels presidents de la taula del III Congrés del Reagrupament Socialista i Democràtic de Catalunya, que se celebrà a Barcelona.
Morí a la ciutat comtal l'any 1981.

## Pensament polític
En el seu ideari polític cal destacar que la seva lluita anava encaminada a aconseguir una societat més justa: la societat socialista. Defensà la puresa del marxisme revolucionari i l'alliberament de les nacionalitats oprimides i de la independència de Catalunya.